# Tamás Mezei
Tamás Mezei (ur. 14 września 1990 w Budapeszcie) – węgierski piłkarz wodny grający na pozycji środkowego napastnika, reprezentant Węgier. Brązowy medalista igrzysk olimpijskich w Tokio w 2021, wicemistrz świata i mistrz Europy.

## Udział w zawodach międzynarodowych
Od 2016 reprezentuje Węgry na zawodach międzynarodowych. Z reprezentacją uzyskał następujące wyniki:
| Rok  | Impreza                                | Miejsce   | Pozycja    |      |                                    |           |            |
| ---- | -------------------------------------- | --------- | ---------- | ---- | ---------------------------------- | --------- | ---------- |
| Rok  | Impreza                                | Miejsce   | Pozycja    | 2017 | Mistrzostwa Świata w Pływaniu 2017 | Budapeszt | 2. miejsce |
| 2018 | Mistrzostwa Europy w Piłce Wodnej 2018 | Barcelona | 8. miejsce |      |                                    |           |            |
| 2019 | Mistrzostwa Świata w Pływaniu 2019     | Gwangju   | 4. miejsce |      |                                    |           |            |
| 2020 | Mistrzostwa Europy w Piłce Wodnej 2020 | Budapeszt | 1. miejsce |      |                                    |           |            |
| 2021 | Letnie Igrzyska Olimpijskie 2020       | Tokio     | 3. miejsce |      |                                    |           |            |